# Coupé de ville

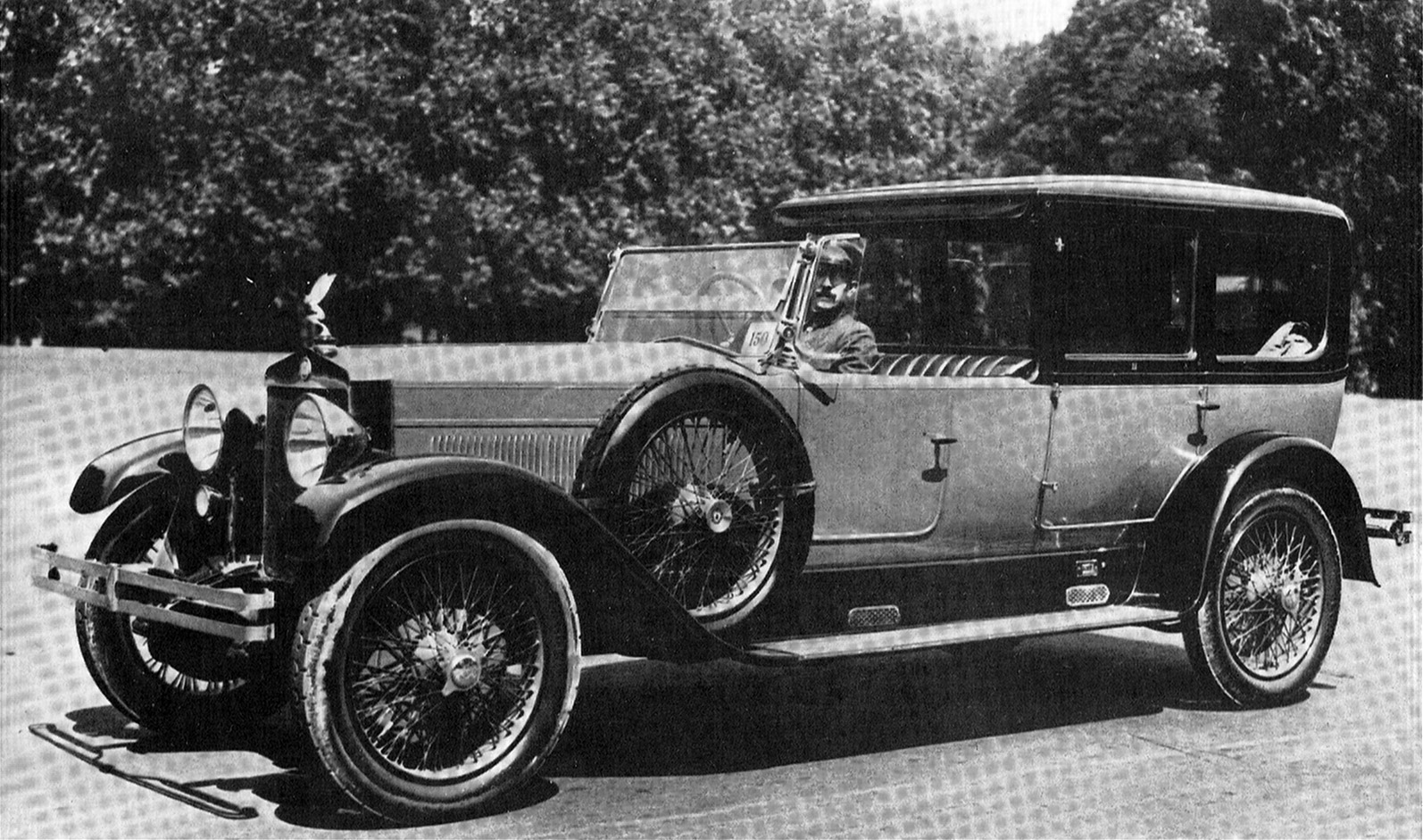
Una Fiat 519 Coupé-Limousine del 1922

Per coupé de ville si intende un particolare tipo di carrozzeria per autovetture di grande prestigio, in voga fino alla prima metà degli anni trenta. Questo tipo di carrozzeria, raramente, è stata definita anche come coupé-limousine, town car, stadtwagen o dorsay torpedo.

## Descrizione
Consisteva in una berlina caratterizzata dall'abitacolo per i passeggeri separato, con una paratia fissa, dai posti anteriori destinati allo chauffeur e al meccanico o altra persona di servizio. Le due zone confinate erano spesso collegate attraverso un interfono e, fino alla prima metà degli anni venti, i due posti anteriori erano generalmente privi della copertura rigida e dei finestrini laterali, allo scopo di sottolineare la differenza di rango degli occupanti delle due zone. 
Nella seconda metà degli anni '30, quando si diffuse la moda di guidare personalmente la propria automobile, la tipologia di vetture coupé de ville cadde rapidamente in disuso. La denominazione coupé de ville venne ripresa, per ragioni di eleganza fonetica e senza alcuna corrispondenza al tipo di carrozzeria, per un modello Cadillac prodotto dal 1959 al 1993, la Cadillac Coupe de Ville.
In seguito, venne anche utilizzata da Neil Young per il titolo di una sua canzone inserita nell'album This Note's for You del 1988, e dal regista Joe Roth come titolo del suo film Coupé de ville del 1990, realizzato sull'omonima sceneggiatura scritta da Mike Binder.